# Ташкова (деревня)
Ташкова — деревня в Каргапольском районе Курганской области. Входит в состав городского поселения Каргаполье.

## История
До 1917 года в составе Усть-Миасской волости Шадринского уезда Пермской губернии. По данным на 1926 год состояла из 83 хозяйств. В административном отношении входила в состав Нечунаевского сельсовета Каргапольского района Шадринского округа Уральской области.

## Население
| 1989 | 2002 | 2010 |
| ---- | ---- | ---- |
| 26   | ↘19  | ↘9   |

По данным переписи 1926 года в деревне проживало 392 человека (179 мужчин и 213 женщин), в том числе: русские составляли 100 % населения.